# ТЕС Ескомбрерас (Gas Natural Fenosa)
ТЕС Ескомбрерас (Gas Natural Fenosa) – теплова електростанція на півдні Іспанії, споруджена компанією GasNatural Fenosa (з 2018-го перейменована на Naturgy Energy Group)  у індустріальній зоні Ескомбрерас на південно-східній околиці Картахени.
В 2006-му на майданчику станції ввели в дію три однотипні парогазові блоки комбінованого циклу потужністю по 400 МВт, у кожному з яких газова турбіна потужністю 260 МВт живить через котел-утилізатор одну парову турбіну з показником 140 МВт.
Станція споживає природний газ, який надходить до регіону через термінал ЗПГ Картахена.
Забір води для охолодження відбувається із Середземного моря.
Можливо також відзначити, що в Ескомбрерас діють ще дві парогазові електростанції, споруджені компаніями Iberdrola та AES.